# Ashikaga Yoshiteru
Ashikaga Yoshiteru (足利 義輝?; 31 marzo 1536 – 17 giugno 1565) è stato un militare giapponese.
Figlio di Ashikaga Yoshiharu, fu il tredicesimo shōgun dello shogunato Ashikaga.

## Shōgun fantoccio
Dopo che suo padre Yoshiharu fu costretto ad abdicare nel 1546 in seguito a un contrasto con il kanrei Hosokawa Harumoto, Yoshiteru divenne il nuovo Seii Taishōgun, sebbene solo un fantoccio del kanrei come lo era stato suo padre; aveva solo 11 anni al momento della sua investitura a Sakamoto, nella provincia di Omi, non lontano dalla capitale Kyōto.
Poco dopo la cerimonia di investitura suo padre Yoshiharu stipulò un accordo con Harumoto per ritornare a Kyōto, ma Miyoshi Nagayoshi ruppe la sua alleanza con Harumoto e si schierò con Hosokawa Ujitsuna, che scese in guerra con Harumoto e tenne lontani da Kyōto sia Yoshiteru sia Yoshiharu. Nel 1550, Yoshiharu morì prima di essere riuscito a entrare nella capitale e riprendere il suo posto.
Nel 1552, Yoshiteru strinse un patto con Nagayoshi per rientrare a Kyōto, ma dopo si alleò con Harumoto per combatterlo; con l'aiuto di Rokkaku Yoshikata, la guerra inizialmente volse a favore di Yoshiteru, ma questi fu comunque cacciato dalla capitale nel 1558 in un contrattacco. Nagayoshi non infierì sullo shōgun, e lo invitò invece a tornare a Kyōto a patto che accettasse di avere lui come ministro; in pratica Yoshiteru fu costretto a rivestire un ruolo meramente rappresentativo, mentre Nagayoshi amministrava lo shogunato.

## Governo
Privo di potere politico, Yoshiteru riuscì comunque a guadagnarsi la stima dei samurai su un piano diplomatico, usando la sua influenza per ricomporre le pericolose tensioni tra alcuni daimyō particolarmente potenti, ad esempio tra Takeda Shingen e Uesugi Kenshin, tra Shimazu Takahisa e Otomo Yoshishige, e tra Mōri Motonari e Amago Haruhisa. Yoshiteru è ritenuto dagli storici l'ultimo shōgun Ashikaga capace di imporsi sui daimyō provinciali, e tra gli altri Oda Nobunaga e Uesugi Kenshin si recarono a Kyōto per incontrarlo.
Yoshiteru seguì il codice di condotta dei samurai, e chiamò a Kyōto Kamiizumi Nobutsuna e Tsukahara Bokuden perché gli insegnassero il kenjutsu (la scherma con la katana); sembra che vari daimyō gli avessero donato una dozzina di preziosissime spade.

## Caduta
Nel 1564, Nagayoshi morì di malattia, e Yoshiteru tentò di reimpadronirsi dell'autorità che gli spettava; tuttavia, Matsunaga Hisahide e tre membri del concilio del clan Miyoshi intendevano prendere il posto di Nagayoshi, e vista la resistenza dello shōgun si accordarono con Ashikaga Yoshihide, che in caso di loro vittoria sarebbe diventato un nuovo shōgun fantoccio.
Nel 1565, Hisahide e i Miyoshi, tra cui Yoshitsugu, assediarono la residenza di Yoshiteru (quella che sarebbe poi diventata il Castello Nijō); durante la battaglia che seguì, si dice che Yoshiteru abbia partecipato attivamente uccidendo un gran numero di nemici prima che la sua preziosa katana si spezzasse. Tuttavia, prima che le armate dei daimyō suoi alleati arrivassero in suo soccorso, le truppe di Yoshiteru furono sconfitte dai Miyoshi e lo shōgun fu ucciso. Secondo le cronache del padre gesuita Luís Fróis, nel giorno della sua morte morì anche la madre di Yoshiteru, e il suo wakashu Odachidono, tredicenne, compì seppuku.
Dopo circa tre anni i Miyoshi nominarono suo cugino Yoshihide nuovo shōgun.

## Eredità
Yoshiteru fu chiamato Kengo Shōgun (剣豪将軍? "lo shōgun dalla spada eroica") per la sua abilità con la katana e per la sua vicinanza agli ideali e alla cultura dei samurai; la sua morte impedì tuttavia alla sua autorità di passare ai suoi successori, e lo shogunato cadde dopo soli otto anni dalla sua morte.
Si dice che poco prima di morire avesse composto il seguente waka: «La pioggia di maggio cade, e sono le mie lacrime o la nebbia che mi circondano? L'hototogisu (un uccello, ma i kanji significano "che non torna") prenda il mio nome e lo porti oltre le nubi» (五月雨は 露か涙か 不如帰, 我が名をあげよ 雲の上まで?, Samidare wa Tsuyu ka Namida ka Hototogisu, Waga na o ageyo Kumo no Ue made).